# Бабаев, Чары (заведующий отделом)
Чары Бабаев (туркм. Çary Babaýew; 1907 год, кишлак Акьяп (Akýap), Мервский уезд, Закаспийская область, Туркестанский край, Российская империя — 1966 год) — туркменский советский государственный деятель, заведующий отделом сельского хозяйства Сагар-Чагинского района Марыйской области, Туркменская ССР. Герой Социалистического Труда (1949). Депутат Верховного Совета Туркменской ССР 1-го созыва.

## Биография
Родился в 1907 году в кишлаке Акьяп Мервского уезда (сегодня — Сакарчагинский этрап). С раннего детства помогал родителям в частном сельском хозяйстве.
С 1928 года — рабочий на железнодорожной станции Гарибата Среднеазиатской железной дороги. В 1929—1932 годах — командир в составе 1-го Туркестанского стрелкового полка.
В 1932 году возвратился в родной кишлак. С 1933—1934 годах — секретарь сельсовета, с 1934 по 1938 года — председатель сельсовета. Занимался организацией колхозного хозяйства и укреплением советской власти в Сагар-Чагинском районе. С сентября 1938 года — председатель Оргкомитета, председатель Сагар-Чагинского райисполкома, заведующий отделом сельского хозяйства Сагар-Чагинского района.
Занимался развитием хлопководства в Сагар-Чагинском районе. Указом Президиума Верховного Совета СССР от 11 июня 1949 года «за получение высоких урожаев хлопка в 1948 году» удостоен звания Героя Социалистического Труда с вручением ордена Ленина и золотой медали «Серп и Молот».
Избирался депутатом Верховного Совета Туркменской ССР 1-го созыва.
Скончался в 1966 году.
Награды
- Герой Социалистического Труда
- Орден Ленина
- Орден «Знак Почёта» (1939) — «за выдающиеся успехи в сельском хозяйстве и перевыполнение планов основных сельскохозяйственных работ, в особенности по хлопку и животноводству»[1]
- Почётные грамоты Президиума Верховного Совета Туркменской ССР